# Тридекасилицид эйкозародия
Тридекасилицид эйкозародия — бинарное неорганическое соединение 
металла родия и кремния
с формулой Rh20Si13,
кристаллы.

## Получение
- Сплавление стехиометрических количеств чистых веществ:

{\displaystyle {\mathsf {20Rh+13Si\ {\xrightarrow {1225^{o}C}}\ Rh_{20}Si_{13}}}}

## Физические свойства
Тридекасилицид эйкозародия образует кристаллы
гексагональной сингонии,
пространственная группа P 63/m,
параметры ячейки a = 1,1851 нм, c = 0,3623 нм, Z = 1
.
Соединение образуется по перитектической реакции при температуре 1225 °C и метастабильно при температуре ниже 1050 °C
.